# Rue de Cambrai (Lille)
Pour les articles homonymes, voir Rue de Cambrai.
La rue de Cambrai est une rue de la commune de Lille, dans le département du Nord.

## Situation et accès
La rue située à la limite nord du quartier de Moulins relie le boulevard Painlevé au boulevard Jean-Baptiste-Lebas. Elle croise la rue de Maubeuge et donne accès aux rues Danton et de Coulmiers.
Elle est desservie par la station de métro aérienne Porte de Valenciennes (métro de Lille).

## Origine du nom
Cette rue porte le nom de Cambrai, ville du département du Nord, où fut conclu en 1529, par Louise de Savoie au nom de François Ier et Marguerite d'Autriche au nom de Charles-Quint, le traité dit de la Paix des Dames, qui mit fin aux guerres entre la France et l'Espagne.

## Historique
La rue de Cambrai fait partie des nouvelles voies tracées sur les espaces non construits de l’agrandissement de Lille de 1858.

Sur le plan homologué du 24 avril 1860, la rue de Cambrai et la rue Barthélemy-Delespaul n'en font qu'une identifiée sous le numéro 92.

Elles furent déclarées d'utilité publique le 2 juillet 1864 et ouvertes en 1865.

La rue sera dénommée Barthélemy-Delespaul le 12 février 1863 dans son ensemble et sa partie est entre le boulevard d’Italie, actuellement boulevard Jean-Baptiste-Lebas, et la porte de Valenciennes construite à la même époque, renommée rue de Cambrai le 11 octobre 1867,.

Le côté nord est bordé par la gare de marchandises Saint-Sauveur ouverte en 1865.

Son côté sud resté vide jusqu’à la fin du XIXe siècle sera bordé de maisons construites vers 1900.

La rue était parcourue de 1906 à 1949 par la ligne de tramway T de la Compagnie TELB reliant la gare à Hellemmes par le quartier du Mont-de-Terre, qui ne fut pas remplacée par une ligne de bus.

La rue se terminait à l'est à la place Guy de Dampierre à l'emplacement de l'ancienne porte de Valenciennes et encore après le démantèlement des anciennes fortifications au cours de l'entre-deux-guerres jusqu'au début du XXIe siècle.

La rue a été prolongée en 2010 de 200 mètres de la place Guy-de-Dampierre jusqu'au boulevard Paul Painlevé (ancien emplacement de l'autoroute Paris-Lille) lors de la restructuration des voies de circulation dans le cadre de l'opération d'urbanisme ZAC porte de Valenciennes.

## Description
La rue est longée sur la plus grande partie de son côté nord par un mur en bordure de l’ancienne gare de Lille-Saint-Sauveur, au sud par des maisons de 2 étages pour une partie d’architecture soignée de style éclectique lillois de la fin du XIXe siècle ou début XXe siècle.

La rue de Cambrai comprend aussi une courée.

La rue majoritairement résidentielle comporte peu de commerces.

La partie Est récemment prolongée dans la ZAC Porte de Valenciennes n'est est bordée sur côté sud de constructions de 2021-2024, longe sur son côté nord le terrain du Belvédère qui fait l'objet d'un projet de construction d'une piscine olympique.
C'est un axe de transit relativement important dans les deux sens de circulation entre Wazemmes et la partie nord de Fives (quartier du Mont-de-Terre) et au-delà Hellemmes.
La rue de Cambrai est la voie la plus concernée par le projet de ZAC Saint-Sauveur sur l’espace de 23 hectares de la gare désaffectée s'étendant sur la plus grande partie de sa longueur.

Cette opération d’urbanisme fait l’objet d’un débat en 2018, des opposants au projet initial proposant de créer un parc ou de prévoir une place plus importante aux espaces verts.

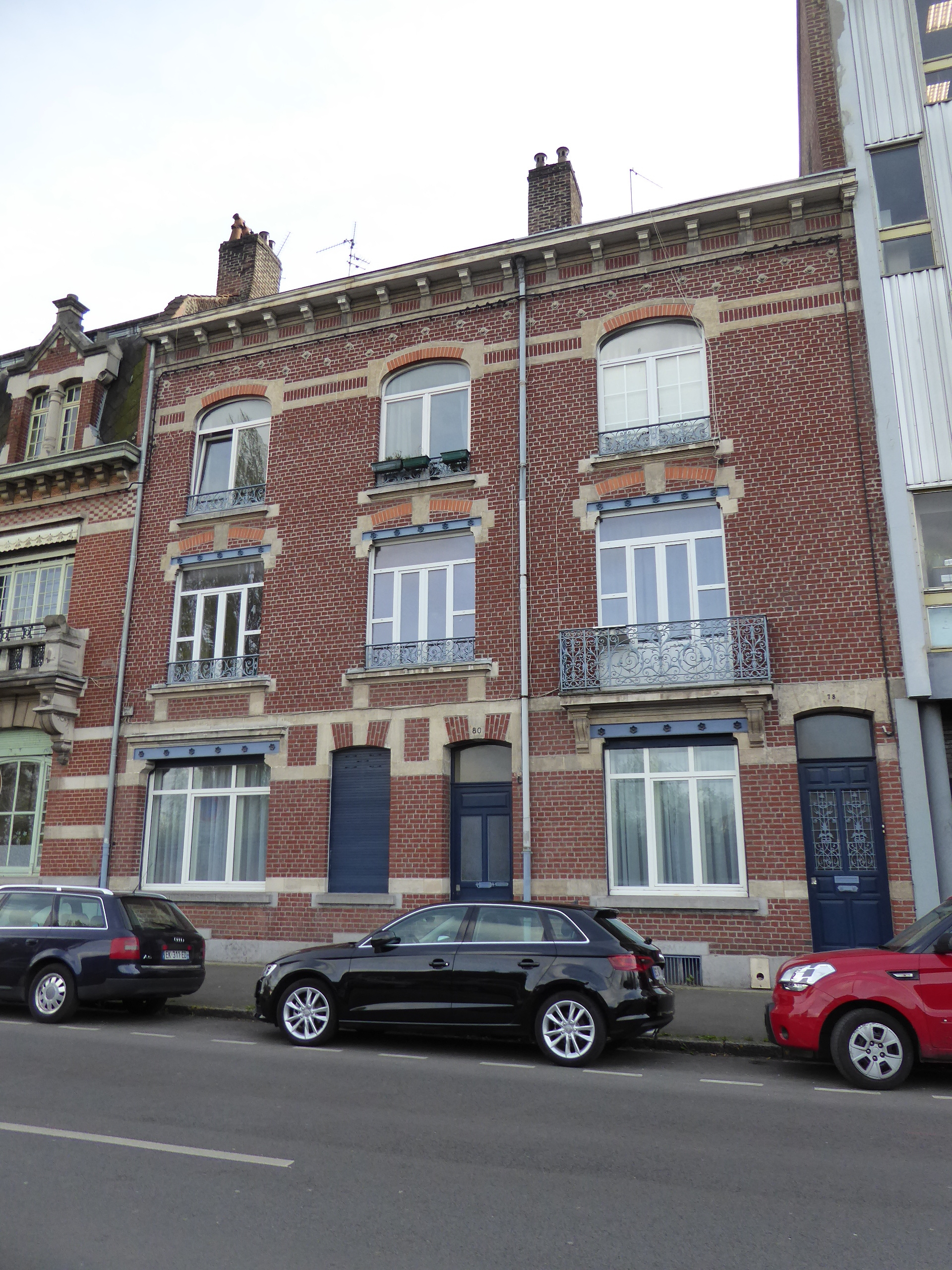
78 80 Rue de Cambrai
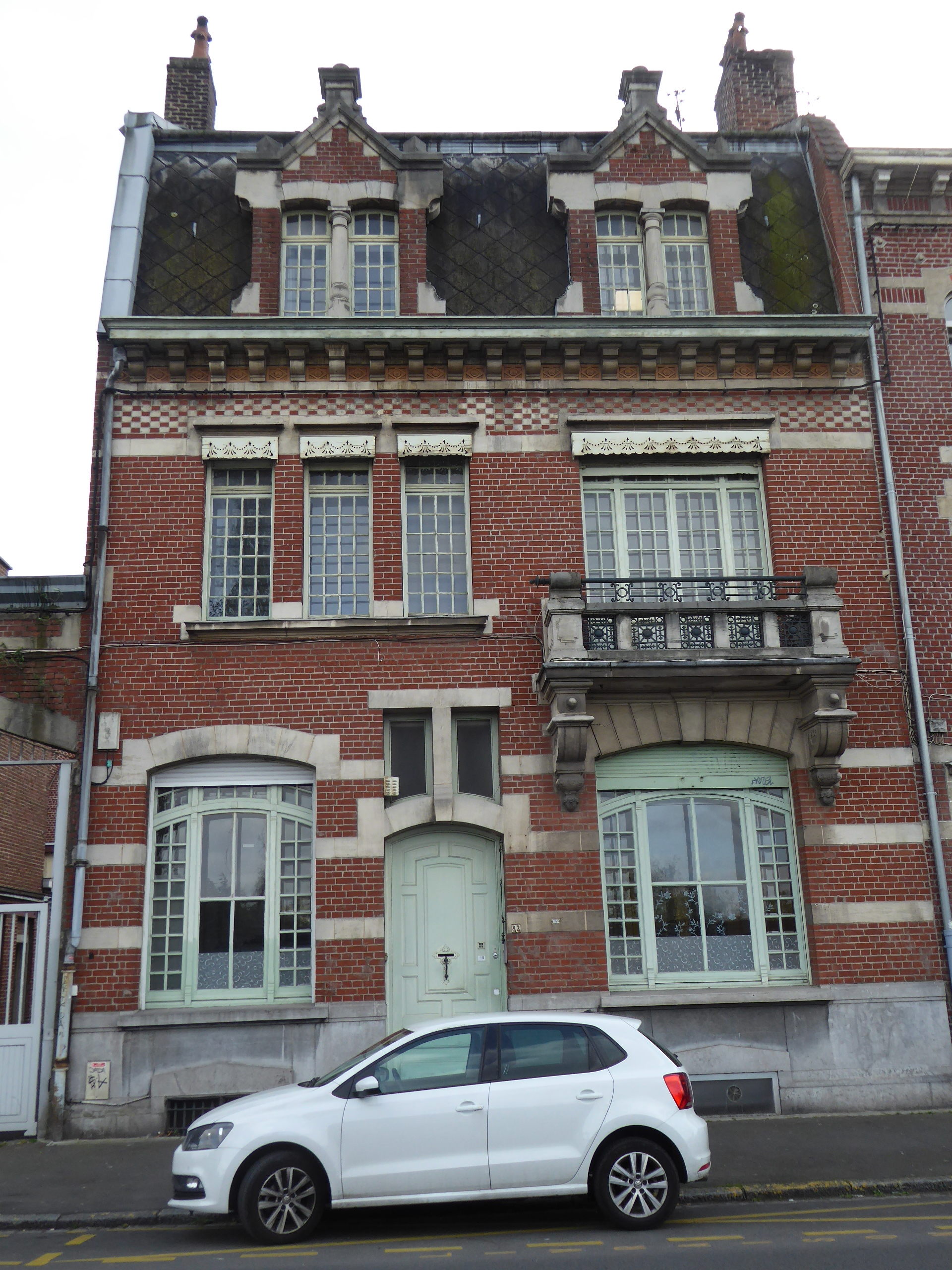
82 rue de Cambrai
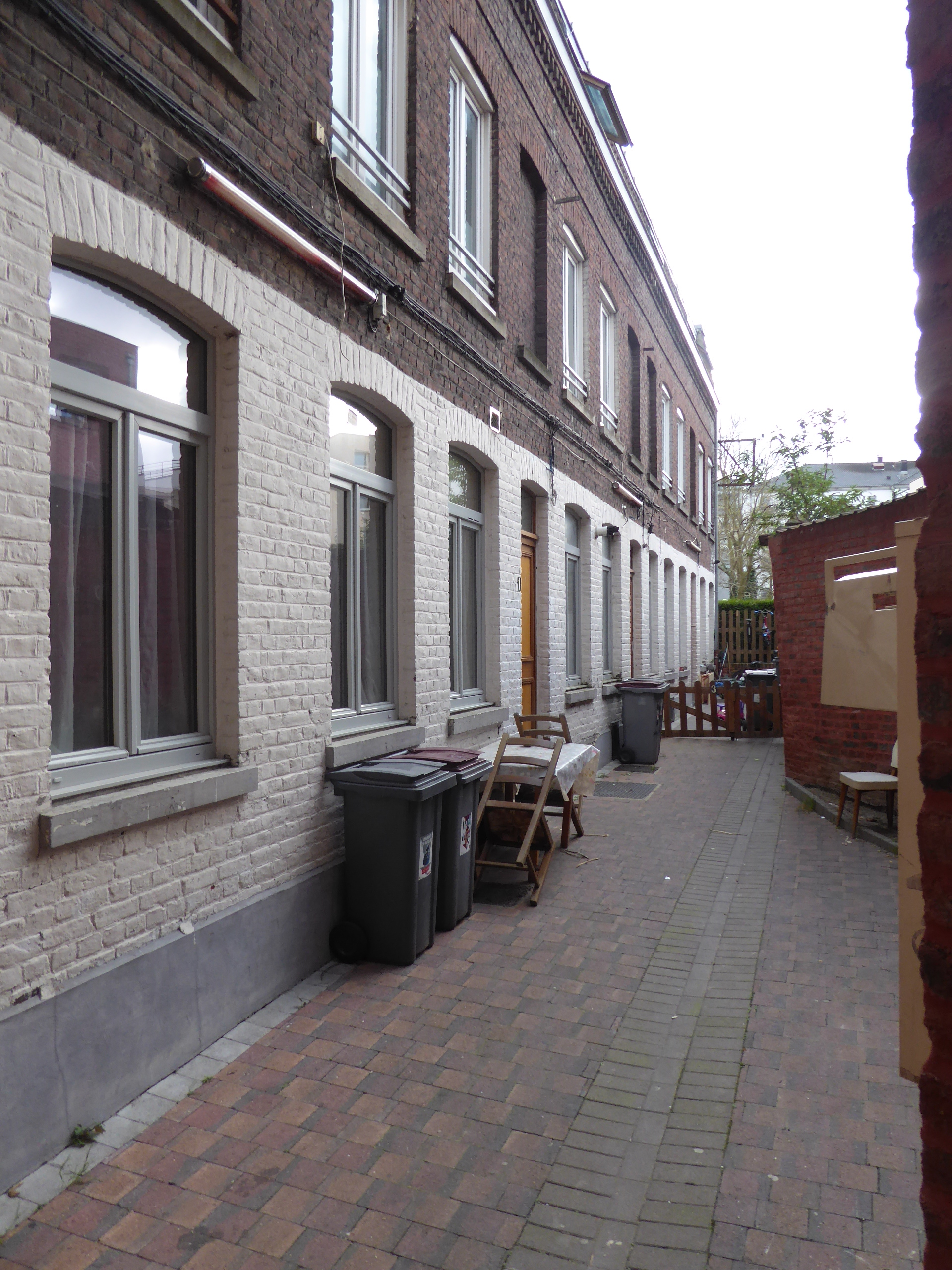
Courée rue de Cambrai
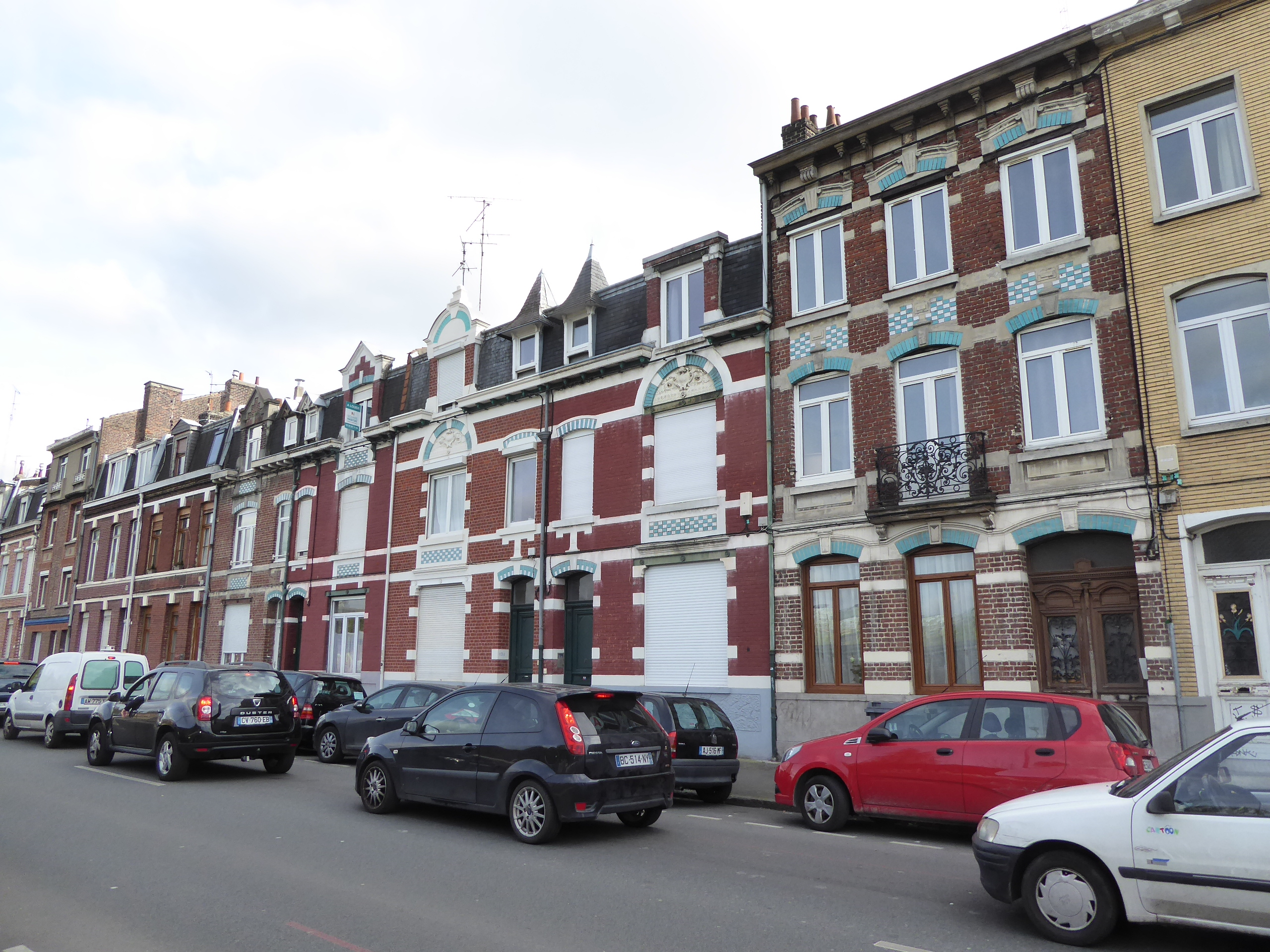
Rue de Cambrai vers porte de Valenciennes